# Тривиум (група)
„Тривиум“ (на английски: Trivium) е американска хевиметъл група от Орландо, Флорида.
Сформирана е през 1999 година. Има договор с Roadrunner Records. Групата е издала 8 студийни албума и над 20 сингли. Последният им албум The Sin and The Sentence излиза на 20 октомври 2017 г. Тривиум са продали над 1 млн. копия от албумите си по света.

## История

### Дебютен албум (1999 – 2004)
Тривиум се събират като група през 1999 година. В своето шоу за таланти Мат Хийфи изпълнява кавър на песента „No leaf Clover“ на Металика. Певецът Брад Лютър забелязва Хийфи и го пита дали иска да се пробва в неговата група. Двамата отиват заедно в къщата на барабаниста Травис Смит, където правят кавър на „For Whom the Bell Tolls“ на Металика. Впечатлени от изпълнението на Хийфи, те го приемат в група, която се казва Тривиум. След няколко участия в барове и различни клубове Лютър напуска групата и Хийфи заема неговото място като вокалист. В началото на 2002 година Тривиум отиват в звукозаписно студио, за да направят първия си висококачествен демо диск. Копие от демото е чуто от немския лейбъл Lifeforce, те подписват с Тривиум и групата започва записването на дебютния си албум Ember to Inferno. Кори Болю се присъединява към записването на албума. През 2004 г. Паоло Греголето се включва в групата като басист, замествайки Брент Иънг, преди турнето с Машин Хед. Албумът Ember to Inferno успява да привлече интереса на представители от Roadrunner Records и скоро Тривиум подписват договор с тях.

### Ascendancy (2004 – 2006)
През 2004 г. Тривиум записват втория си албум Ascendancy. Продуциран от Хийфи и Джейсън Сюкоф, албумът излиза през март 2005 г. Той дебютира под номер 151 в класацията Билборд 200. Албумът е обявен за „Албум на годината“ от списание Kerrang!. През 2007 г. групата получава и първия си Златен Запис във Великобритания за повече от 100 000 продажби. Общо в САЩ и Великобритания за една година продават 245 000 бройки. През 2005 г. свирят на една от главните сцени на фестивала Даунлоуд (Англия), като това ги откива за широката публика. Клипове са направени на песните „Like Light to the Flies“, „Pull Harder on the Strings of your martyr“, „A Gunshot to the head of Trepidation“ и „Dying in your arms“. Клиповете се завъртата в класации на MTV2 и „Pull harder on the strings of yor martyr“ става една от най-добре познатите песни на групата и те обикновено приключват участията си с нея. В подкрепа на албума, Тривиум правят няколко турнета с известни музиканти. Множество известни вече групи подкрепят тази „надежда на тежката музика“ – свирят с Machine head, Iron Maiden, Iced Earth, Fear Factory, Killswitch Engage. Участват във фестивала Ozzfest, а най-голямо признание за групата е участието им в трибюта на Металика – Master of Puppets, като те правят кавър именно на тази песен.  Ascendancy е преиздаден през 2006 г. с 4 бонус песни и DVD с всички клипове и участия на живо на групата.

### The Crusade (2006 – 2008)
През април 2006 г. след турне с групите Mendeed и God Forbid отново влизат в студиото, и то със същите продуценти – Хийфи и Сюкоф. Групата отново свири на фестивала Download, този път на една от главните сцени заедно с групите Корн и Металика. Издават The Crusade през октомври 2006 г. Дебютира под номер 25 в класацията Билборд 200, от албума са продадени над 32 000 само през първата седмица. Вокалите на Хийфи се променят от метълкор крясъци в предишния албум до истинско пеене. Заради новия стил на пеене, заедно с траш метъл музиката, която групата прави, те са критикувани, че твърде много приличат на Металика, от където е основното влияние върху групата.
Това е първия албум на групата, в който музиката е писана от различни музиканти. Китаристът Кори е автор на музиката на песните „Unrepentant“ и „Tread The Floods“, басистът Паоло на „The Rising“ и „To The Rats“ и е съавтор на парчето „7“. Подкрепят албума, правейки турне с Iron Maiden и Металика, появяват се в турнето „Черният поход“ с Машин Хед, Arch Enemy, DragonForce, също както са хедлайнери на европейско турне с
подгравящи групи Annihilator и Sanctity.

### Shogun (2008 – 2009)
Групата започва работа по новия си албум през октомври 2007 г., с продуцент Ник Раскулинец, продуцирал групи като Evanescence, Alice in Chains, Deftones. Хийфи настоява да върне крещенето, което използват в албума Ascendancy, а и групата решава да не работи отново със Сюкоф, тъй като вече са записали 3 албума заедно, а искат да изпробват нови неща. Записването завършва през юни 2008 г. Издават четвъртия си студиен албум през септември 2008 г. През първата седмица са продадени 24 000 копия в САЩ, албумът дебютира на 23 място в класацията Билборд 200 и под номер 1 в класацията за рок албуми на Великобритания. .
„Тривиум“ обикаля на участия през 2009 година, подкрепяйки албума си. Травис Смит неофициално напуска групата по време на от турнеа. На 4 февруари 2010 г. обавяват, че Травис официално е напуснал групата и е заместен от друг барабанист – Ник Аугусто. Причината за напускането не е изяснена.

### „Богът на Войната“ III (2010)
Тривиум записват песента „Shattering the Skies Above“ като саундтрак към играта „Богът на войната“ III. Групата записва също и кавър на песента „Slave New World“ на Sepultura. Shattering the skies above излиза на 15 февруари 2010 г., а на следващия ден кавърът на Slave New World е пуснат за свободно сваляне във Великобритания. И двете гореспоменати песни стават част от луксозното издание на албума „In Waves“. Няколко дни лед излизането на „Shattering the Skies Above“, първата песен, в която Травис Смит не е барабанист, фронтменът на групата Мат Хийфи разкрива защо Смит вече не е част от Тривиум. През годините отношенията на Смит с останалите членове на групата постепенно се влошава, но никой от Тривиум не планува да го сменят с друг барабанист. Но през октомври 2009 г. той обявява, че няма да вземе участие в турнето Into the Mouth of Hell We March за да се погрижи за „лични ангажименти“. А когато групата започва да свири с Аугусто на турнето, те осъзнават че този нов член се отразява доста добре на Тривиум. „Бях запознат с работата на Ник в Maruta и знаех, че той може да свири доста бързо, но бях наистина любопитен как той ще се справи с нашата група.“, казва Хийфи. „Спомням си как слязох от колата и чух Ник да репетира Into the Mouth of Hell We March, никога не бях чувал песента да се прави с такава свирепост. Звучеше както е в албума, но малко по-бърза, по-твърда и с повече ярост в нея. Първата песен, която направихме с него беше Rain (от албума Ascedancy, 2005) и си спомням как той свиреше финалната част с такава лекота и без усилие...“. В този ден Хийфи обяснява, че няма идея какво представляват „личните ангажименти“ на Смит, които му пречат да свири с тях, но в благодарен за възможността да свири с Аугусто, като пожелава на Смит късмет в бъдещите му планове.

### In Waves (2010 – 2012)
В интервю за „Guitar World“ Тривиум обявяват, че започват работа по петия си студиен албум, като групата ще продължи напред, като се върне към стария си начин на свирене – подходът към новия албум ще е подобен на този при издаването на втория им албум Ascendancy. Кори добавя: „Ние трябва да сме сигурни, че всяка част на всяка една песен ще бъде толкова обсебваща, че няма да може да излезе от главите на хората.“ На 6 юни списанието „Metal Hammer“ обявява, че групата е озаглавила последния си албум „In waves“ и той ще
бъде издаден на 9 август 2011 г. На 19 юни Тривиум представят две нови песни на живо в Бирмингам – „Dusk Dismantled“ и „Black“. На 13 юли е направена премиера на „Inception of the End“, като я пускат в интернет. Албумът „In Waves“ е издаден през август 2011 г. и въпреки че получава предимно позитивни отзиви, има и смесени реакции от страна на фенове и критици. Излиза и специално издание на албума, като в него са включени и песните „Ensnare the Sun“, „A Grey So Dark“, „Drowning in slow motion“ и „Slave new world“. По това време излиза и песента от играта „Богът на Войната III“ – „Shattering the skies above“.
В едно от интервютата си вокалистът Мат Хийфи споделя за албума „Докато не тръгнахме на това турне, не бяхме много сигурни в успеха на това, което сме направили, но всеки път, когато изпълнявахме едноименното парче, публиката запяваше заедно с нас. Имам чувството, че дори албума Ascendancy, който е най-успешният ни до момента, не беше толкова популярен сред по-широката аудитория. Ние, всъщност, никога не сме били много популярни, защото ни издава малък лейбъл. Ние сме познати основно в Съединените щати, Великобритания и Ирландия. Последният ни албум In Waves се котира добре навсякъде. Въпреки че, не може да става дума за колосални продажби, факт е, че младите го познават. Това, разбира се, се дължи основно на интернет.“ На въпроса каква е концепцията на албума той отговаря „Дългата версия на един кратък отговор е такава – всичко в този албум, като започнем от заглавието, лириката, музиката, видеото, естетиката, която представя, всичко това предоставя възможност за свободна интерпретация на всеки един от нашите слушатели. Ние наистина искаме да оставим публиката ни да възприема и да чувства нещата лично. Попадал съм на изумителни интепретации от различни хора. Казвали са ми, че това е един наистина мрачен албум, други казват, че носи надежда. Някои песни са за това, как да откриеш вярата, други – за разбитите връзки между хората. Някои слушатели развиват апокалиптични теории върху нашата музика. Дори с членовете на групата не съм коментирал в детайли, за какво точно става дума в песните, за да може всеки, сам за себе си, да си изгради представа и да намери своя отговор.“
Тривиум участват в съвместно турне с шведската дет метъл група In Flames в Европа и в Северна Америка. Участват и в MetalTown Festival и Download Festival през юни 2012

### Vengeance Falls (2013–сега)
Групата обявява, че те ще обикалят на турне за промотиране на албума „In waves“ до края на годината. Мат Хийфи споделя, че те ще започват записването на нов албум през февруари 2013 година и имат вече готови около 13 демо записа.
През март 2012 г. басистът Паоло Гретолето казва за австралийско списание, че следващият албум искат да бъде по-тежък, че са обсъдили това в групата и са преценили какво искат да достигнат чрез новите записи. Вече няма да се стараят да направят възможно най-много песни, а по-скоро съвсем съзнателно ще осмислят всяка една от песните, които правят.
На 14 януари 2013 г. Мат Хийфи обявява чрез туитър, че групата влиза в студиото. По-късно разкриват, че са наели Дейвид Дреимън от групата Disturbed като продуцент.
Vengeance Falls е продуциран в студио в Остин, Тексас и е миксиран от Колин Ричардсън, който преди това е работил с групи като Fear Factor, Machine Head, Napalm Death, Slipknot и Bullet for my Valentine.
На 31 юли 2013 г. излиза новата песен „Brave This Storm“, като е възможно тя да се сваля безплатно.
За новия албум са подготвени 10 песни. Групата прави и видео към песента „Strife“, което ще има възможност да бъде свалено безплатно за всеки, който поръча предварително „Vengeance Falls“. Предварителното поръчване става възможно след 20 август 2013 г. Албумът излиза на 15 октомври 2013 г.
Осмият студиен албум на групата, озаглавен „The Sin and The Sentence“ (в превод Грехът и присъдата) излиза на 20 октомври 2017 г. Албумът бележи завръщане към траш метъл стила и отново включва крещене във вокалите. За него басистът на групата Паоло Греголето казва, че „е перфектната кулминация на работата ни през годините“, като по този начин са успели да балансират тежката с мелодичната си страна.

## Музикален стил
Творчеството на Тривиум може да се причисли към доста стилове – метълкор, траш метъл, прогресив метъл, груув метъл и дет метъл. Техният стил се оформя с годините – от най-ранните им песни като „Ember to Inferno“, за да се стигне до „Shogun“. Има ясно траш влияние от Металика и Машин Хед. Членовете на групата посочват и други музикални групи, от които са се повлияли – Martyr, In Flames, Iron Maiden, Megadeth и други.
С излизането на втория им албум „Ascendancy“ Тривиум биват определени и като мелодичен метълкор с елементи на траш метъл, особено за песента си „Pull Harder on the Strings of your martyr“, която остава перманентно в техния сетлист. „Ascendancy“ става и един от албумите на десетилетието според списание „Metal Hammer“. Албумът „The Crusade“ е едно преобръщане в музикалната посока на групата, тъй като се променя стила на вокала (основно заради липсата на крещенето) и някои от мелодиите. Шестият им албум Vengeance Falls затвърждава тази тенденция. Продуцент на албума е вокалистът на Дистърбд Дейвид Дрейман, като неговото влияние се усеща в композицията и мелодията на песните. Възвръщане към по-твърдото звучене бележи осмият им албум The Sin and the Sentence, който отново включва крещящи вокали и стилово се определя като траш метъл.

## Тривиум в България
Групата Тривиум участват в първата вечер на фестивала Sofia Rocks 2012. Концертът се състои на националния стадион „Васил Левски“. На 7 юли 2012 година, след отпадане в последния момент на Godsmack като хедлайнъри, тяхното място е заето от Тривиум. Това е първото идване на групата на Балканите. За посещението на София за първи път вокалиста Мат Хийфи казва „Много съм щастлив да бъда тук. Това е страна, за която преди седмица-две не знаех почти нищо. Първоначално се предвиждаше да участваме като съпорт на хедлайнерите Godsmack. След като отпаднаха, ни се обадиха от България, за да ни кажат, че Trivium са достатъчно харесвани тук и затова ни канят да бъдем хедлайнери. Ще свирим на голям стадион, нещо което, в началото никога не съм си представял, че може да ни се случи. Оказва се, че България е страна, където се слуша доста метъл. Ние сме метъл банда и е съвсем нормално да бъдем хедлайнери на метъл фестивал в страна,
която има голяма метъл аудитория.“
Китаристът Кори Болю споделя за участието им в България „Удовлетворението да ощастливиш феновете, които са те чакали толкова дълго, е невероятно. Емоционалният заряд е различен, защото не всеки меломан може да пътува с теб по турнетата. Затова и избухването им е голямо. Убедил съм се в това от опита на човек, чиято група има стажа на пет студийни албума и е обиколила целия свят. Селекцията на организаторите на Sofia Rocks беше прекрасна. С някои от групите сме свирили на други фестивали – като Heaven Shall Burn, бяхме на турне в Австралия. Със Scar Symmetry също сме забивали заедно.“

## Членове на групата
| Настоящи членове - Мат Хийфи – вокал, китара (от 2000 г.) - Кори Болю – китара, вокали (от 2003 г.) - Паоло Греголето – бас китара, вокали (от 2004 г.) - Алекс Бент – барабани, перкусии (от 2017 г.) | Бивши членове - Брад Лютър – вокал (2000) - Брент Иънг – китара (2000 – 2001), бас кирата и беквокал (2001 – 2004) - Джаред Бонапарт – бас китара (2000 – 2001) - Мат Шулер – китара (2000) - Травис Смит – барабани (2000 – 2010) - Ник Аугусто – барабани (2010 – 2017) |

## Дискография
- Ember to Inferno (2003)
- Ascendancy (2005)
- The Crusade (2006)
- Shogun (2008)
- In Waves (2011)
- Vengeance Falls (2013)
- Silence in the Snow (2015)
- The Sin and the Sentence (2017)
- What the Dead Men Say (2020)